# Jake Silbermann
Jake Silbermann (New York, 1 juni 1983) is een Amerikaans acteur.
Silberman speelde in de Amerikaanse soapserie As the World Turns de rol van Noah Mayer. Hij had ook een rol in de onafhankelijke korte film Brunch of the Living Dead.
Silbermann groeide op in New York en studeerde af aan de Universiteit van Syracuse met een bachelor Arts in Theater.